# تولکی تپه (رزن)
تولکی تپه یک روستا در ایران است که در دهستان سردرود سفلی واقع شده‌است. تولکی تپه ۴۵۱ نفر جمعیت دارد.
اهالی روستایی بنام تووج بعد از کشمکش دو طایفه تصمیم به کوچ از این روستا گرفته و یکی از این طایفه ها معروف به میتیلی در روستای تولکی تپه ساکن میشوند بخاطر وجود قنات آبی که از پایه کوهی در روستای گونلو با کندن زیر زمین وپیمودن هفت کیلومتر به این روستا میرسید ، این قنات یکی از قناتهای طولانی واقع در بخش سردرود میباشد که هنوز هم آب در این قنات جاری است
روستای تولکی تپه قطب کشاورزی در بخش سردرود محسوب میشود.